# Szlaki turystyczne w powiecie stargardzkim
Szlaki turystyczne w powiecie stargardzkim:

## Międzynarodowe i ogólnopolskie
- Europejski Szlak Gotyku Ceglanego - Stargard został włączony do szlaku w 2006 roku. Na szlaku znalazła się większość zabytków na Starym Mieście, m.in. Kolegiata Mariacka, Kościół św. Jana, Ratusz, Mury obronne wraz z bramami i basztami.
- Szlak cysterski - Marianowo

## Piesze

### SzlakStargard - Klejnot Pomorza
Stargardzki Szlak Staromiejski Stargard - Klejnot Pomorza-  (kolor żółty) biegnie po okręgu stargardzkich plant oraz przechodzi przez Rynek Staromiejski. Trasa ma długość ok. 3 km i można ją zacząć z dowolnego miejsca. Podczas ok. dwugodzinnej wycieczki można zobaczyć najsłynniejsze i najcenniejsze zabytki, wejść na punk widokowy na Baszcie Morze Czerwone, czy obejrzeć wystawy muzealne, a przy tym można pooddychać świeżym powietrzem wśród trzystuletnich drzew.

### Szlak Anny Jagiellonki
Szlak Anny Jagiellonki -  (kolor niebieski) szlak został nazwany dla uczczenia Anny Jagiellonki, która w dniu 2 lutego 1491 wraz z orszakiem wyruszyła ze Stargardu do Szczecina w celu ożenku z Bogusławem X. Swój początek ma w Załomiu dzielnicy Szczecina i dalej wiedzie przez Kliniska, Strumiany, Sowno, Grzędzice, osiedle Kossaka w Stargardzie i kończy się przy dworcu PKP, jego długość to 35,2 km.

### Szlak Błękitny Pojezierza Ińskiego
Szlak Błękitny Pojezierza Ińskiego  o długości ok. 42km przebiega przez tereny Pojezierza Ińskiego z Ińska przez wschodnie obszary Ińskiego Parku Krajobrazowego do Węgorzyna i dalej na zachód przez Powalice, Sarnikierz, Dłusko (skrzyżowanie ze szlakiem zielonym), Sątyż i Kamienny Most do Chociwla. Pomiędzy Ińskiem a Węgorzynem tereny lesiste i bagniste, miejscami w okolicy wsi Granica pagórkowate. W okolicy Dłuska, znaczne wysokości względne. Pomiędzy Sątyżem a Chociwlem rozległe panoramy.

### Szlak im. Hetmana Stefana Czarnieckiego
Szlak Hetmana Stefana Czarnieckiego -  (kolor czerwony) nazwa szlaku upamiętnia pobyt wojsk polskich pod dowództwem hetmana, w tej okolicy. Wiedzie z dworca PKP w Stargardzie przez Strachocin, Pęzino, Czarnkowo, Marianowo, Wiechowo, Szadzko, Dobrzany, Bytowo, Suliborek i kończy się przed Bramą Drawieńską w Reczu, łączna długość to 62,5 km.

### Szlak im. Stanisława Jansona
Szlak im. Stanisława Jansona 

### Szlak „Wzniesienia Moreny Czołowej”
Szlak „Wzniesienia Moreny Czołowej”  bierze początek na stacji Cieszyno Łobeskie i przebiega przez Dłusko, okolice Głowacza, wzdłuż północnego i wschodniego brzegu jeziora Ińsko, następnie z Ińska drogą wojewódzką nr 151 do jeziora Stubnica. Stąd drogą z licznymi zakrętami do Dobrzan wśród lasów bukowych. Dalej przez Szadzko, Recz do Choszczna. Długość 70 km.

### Szlak im Bolesława Czwójdzińskiego
Szlak im Bolesława Czwójdzińskiego 

### Szlak Miedwiecki
Szlak Miedwiecki  (do 2000 czarny), utworzony przez PTTK, długość 3,6 km, w całości przebiega przez gminę Kobylanka.

### Szlak Grzędzicki
Szlak Grzędzicki 

### Szlak na Głowacz
Szlak na Głowacz  o długości 500 metrów; łączy Głowacz (180 m n.p.m.) ze szlakiem zielonym "Wzniesieniami Moreny Czołowej".
- szlak hanzeatycki na terenie Stargardu (w planach)
- szlak joannicki Stargard, Suchań, Pęzino (w planach)
- szlak I misji chrystianizacyjnej Ottona z Bambergu na terenie Stargardu (w planach)
- szlak Sydonii von Borck Stargard, Krępcewo, Marianowo (w planach)

## Wodne
- szlak kajakowy rzeki Iny. Szlak rozpoczyna się w Reczu i dalej wiedzie przez: jaz w Wapnicy jaz w Suchaniu, Witkowo Drugie, STARGARD, jaz w Stargardzie, Klępino, Lubowo, Rogowo, Smogolice, Poczernin, Sowno, Goleniów i kończy się przy ujściu Iny do Odry (Domiąży), szlak liczy 104,2 km.

## Rowerowe
- Stargard – Lubowo – Rogowo – Żarowo – Grzędzice – Stargard

- Stargard – Lipnik – Zieleniewo - Grzędzice – Stargard

- Stargard – Kunowo – Stargard-Giżynek – Stargard

- Stargard – Klępino – Grabowo – Kiczarowo – Stargard

- Dookoła jeziora Miedwie rozpoczyna się w Stargardzie i dalej wiedzie przez: Morzyczyn, Jęczydół, Bielkowo, Rekowo, Nieznań, Żelewo, Komorówko, Giżyn, Młyny, Turze, Ryszewo, Okunica, Grędziec, rezerwat Brodogóry, Wierzbno, Koszewo, Koszewko, Wierzchląd, Skalin, Golczewo, Giżynek i kończy się w Stargardzie (64 km)
- trasa Objechanie Iny na rowery górskie: Stargard, osiedle Kossaka, Grzędzice, Grzędzice-Majątek, Cisewo, Wielichówek, Sowno, Strumiany, Łęsko, Góra Lotnika (30,4 m n.p.m.), Goleniów, Zabród, Bolechowo, Bącznik, Poczernin, Rogowo, Lubowo, Klępino, ul. Reymonta, Stargard (72 km).